# A sea idyll
A sea idyll is een compositie van Frank Bridge uit juni 1905. Het werkje voor piano solo in andante moderato werd later gebundeld met Capriccio nr. 2 tot Twee stukken voor piano. De eerste uitvoering van deze idylle op muziek vond plaats op 15 juni 1905. Vriend Harald Samuel speelde het in de Bechstein Hall, het verscheen al snel als gedrukte uitgave. De stijl doet enigszins denken aan die van Claude Debussy; Bridge speelde destijds diens eerste strijkkwartet als lid van het English String Quartet.

## Discografie
- Uitgave SOMM: Mark Bebbington
- Uitgave Continuum: Peter Jacobs
- Uitgave Conifer: Kathryn Scott